# Сен-Жермен-ла-Шамботт
Сен-Жерме́н-ла-Шамбо́тт (фр. Saint-Germain-la-Chambotte) — колишній муніципалітет у Франції, у регіоні Овернь-Рона-Альпи, департамент Савоя. Населення — 444 осіб (2011).
Муніципалітет був розташований на відстані близько 440 км на південний схід від Парижа, 85 км на схід від Ліона, 24 км на північ від Шамбері.

## Історія
До 2015 року муніципалітет перебував у складі регіону Рона-Альпи. Від 1 січня 2016 року належав до нового об'єднаного регіону Овернь-Рона-Альпи.
1 січня 2016 року Сен-Жермен-ла-Шамботт, Альбан, Сессан, Еперсі, Моньяр i Сен-Жиро було об'єднано в новий муніципалітет Антрелак.

## Демографія
Динаміка населення (INSEE ):
Розподіл населення за віком та статтю (2006):
| Стать | Всього | До 15 років | 15-24 | 25-44 | 45-64 | 65-85 | Понад 85 |
| --- | ------ | ----------- | ----- | ----- | ----- | ----- | -------- |
| Чоловіки | 228    | 60          | 12    | 76    | 48    | 32    | 0        |
| Жінки | 212    | 64          | 20    | 56    | 56    | 16    | 0        |
| \| Статево-вікова піраміда \| Статево-вікова піраміда \| Статево-вікова піраміда \| \| ----------------------- \| ----------------------- \| ----------------------- \| \| Чоловіки \| Вік \| Жінки \| \| 0 \| 85 + \| 0 \| \| 8 \| 80-84 \| 4 \| \| 0 \| 75-79 \| 4 \| \| 16 \| 70-74 \| 0 \| \| 8 \| 65-69 \| 8 \| \| 8 \| 60-64 \| 12 \| \| 20 \| 55-59 \| 20 \| \| 4 \| 50-54 \| 12 \| \| 16 \| 45-49 \| 12 \| \| 24 \| 40-44 \| 16 \| \| 28 \| 35-39 \| 28 \| \| 8 \| 30-34 \| 12 \| \| 16 \| 25-29 \| 0 \| \| 4 \| 20-24 \| 8 \| \| 8 \| 15-20 \| 12 \| \| 8 \| 10-14 \| 24 \| \| 16 \| 5-9 \| 16 \| \| 36 \| 0-4 \| 24 \| |        |             |       |       |       |       |          |
| Статево-вікова піраміда |        |             |       |       |       |       |          |
| Чоловіки | Вік    | Жінки       |       |       |       |       |          |
| 0 | 85 +   | 0           |       |       |       |       |          |
| 8 | 80-84  | 4           |       |       |       |       |          |
| 0 | 75-79  | 4           |       |       |       |       |          |
| 16 | 70-74  | 0           |       |       |       |       |          |
| 8 | 65-69  | 8           |       |       |       |       |          |
| 8 | 60-64  | 12          |       |       |       |       |          |
| 20 | 55-59  | 20          |       |       |       |       |          |
| 4 | 50-54  | 12          |       |       |       |       |          |
| 16 | 45-49  | 12          |       |       |       |       |          |
| 24 | 40-44  | 16          |       |       |       |       |          |
| 28 | 35-39  | 28          |       |       |       |       |          |
| 8 | 30-34  | 12          |       |       |       |       |          |
| 16 | 25-29  | 0           |       |       |       |       |          |
| 4 | 20-24  | 8           |       |       |       |       |          |
| 8 | 15-20  | 12          |       |       |       |       |          |
| 8 | 10-14  | 24          |       |       |       |       |          |
| 16 | 5-9    | 16          |       |       |       |       |          |
| 36 | 0-4    | 24          |       |       |       |       |          |

## Економіка
2010 року серед 275 осіб працездатного віку (15—64 років) 206 були активними, 69 — неактивними (показник активності 74,9%, у 1999 році було 75,0%). З 206 активних мешканців працювало 196 осіб (116 чоловіків та 80 жінок), безробітними було 10 (4 чоловіки та 6 жінок). Серед 69 неактивних 33 особи були учнями чи студентами, 23 — пенсіонерами, 13 були неактивними з інших причин.

У 2010 році в муніципалітеті числилось 158 оподаткованих домогосподарств, у яких проживали 441,5 особи, медіана доходів виносила 22 540 євро на одного особоспоживача